# Sidney Dillon Ripley
Sidney Dillon Ripley (New York, 20 september 1913 – Washington, 12 maart 2001) was een Amerikaanse ornitholoog en natuurbeschermer. Hij was tussen 1964 en 1984 secretary van het Smithsonian Institution. Hij deed mee aan expedities in onder andere (toenmalig) Nederlands-Nieuw-Guinea.

## Biografie
Ripley studeerde in 1936 af aan de Yale-universiteit als Bachelor of Arts (B.A.). Als 13-jarige reisde hij naar India en Tibet waar hij voettochten maakte door Ladakh en het westen van Tibet. Vanaf die tijd raakte hij in vogels geïnteresseerd en daarom studeerde hij verder in de biologie aan de Columbia-universiteit. In het kader van zijn zoölogieopleiding nam hij in 1937-1938 deel aan de Denison-Crockettexpeditie naar Nederlands-Nieuw-Guinea en in 1939 aan  de Vanderbiltexpeditie naar Sumatra. In 1943 behaalde hij de graad van Doctor of Philosophy in de dierkunde van de Harvard-universiteit.
In de Tweede Wereldoorlog werkte hij voor de Office of Strategic Services (OSS, de voorloper van de CIA) en trainde spionnen in Indonesië. De meeste van de door hem opgeleide spionnen overleefden dit niet. Hij draaide de rollen om. Hij was geen spion die die zich voordeed als biologisch onderzoeker, maar meer een bioloog die onder het mom van inlichtingenwerk toegang kreeg tot gebieden die anders lastig te bezoeken waren. Toch leverde dit werk hem in Thailand een onderscheiding op. Verder ontmoette hij zijn vrouw Mary Livingston tijdens zijn werk voor de OSS.
Vanaf 1938 was hij actief in de American Ornithologists' Union. Hij doceerde na 1945 aan de Yale-universiteit en kreeg in 1950 een Fullbrightstudiebeurs en in 1954 een Guggenheidstudiebeurs. Daarna werd hij hoogleraar en directeur van het Peabody Museum of Natural History van de Yale-universiteit. Dit museum behoort tot de oudste, grootste en meest prestigieuze musea van natuurlijke historie in de wereld.
Ripley was jarenlang lid van het bestuur van het World Wildlife Fund in de Verenigde Staten en voorzitter van de International Council for Bird Preservation (ICBP, de voorloper van BirdLife International).
Tussen 1964 en 1984 was hij de secretary van de Smithsonian Institution. In deze functie realiseerde hij grote uitbreidingen, onder andere de Hirshhorn Museum and Sculpture Garden, het National Air and Space Museum en het National Museum of African Art. In 1970 was hij mede-oprichter van het tijdschrift Smithsonian magazine. In 1985 ontving hij de hoogste Amerikaanse burgerlijke onderscheiding, de  Presidential Medal of Freedom. Hij kreeg 15 eredoctoraten onder ander van de Harvard-Universiteit, Yale-universiteit, Johns Hopkins-universiteit en de Universiteit van Cambridge.

## Nalatenschap
Ripley beschreef 12 nieuwe soorten en 92 nieuwe ondersoorten vogels voor de wetenschap, waaronder de Koningin-Julianamonarch, Symposiachrus julianae, een soort uit de familie monarchen en waaierstaartvliegenvangers die hij in 1955 op het eiland Kofiau in Nederlands-Nieuw-Guinea verzamelde.

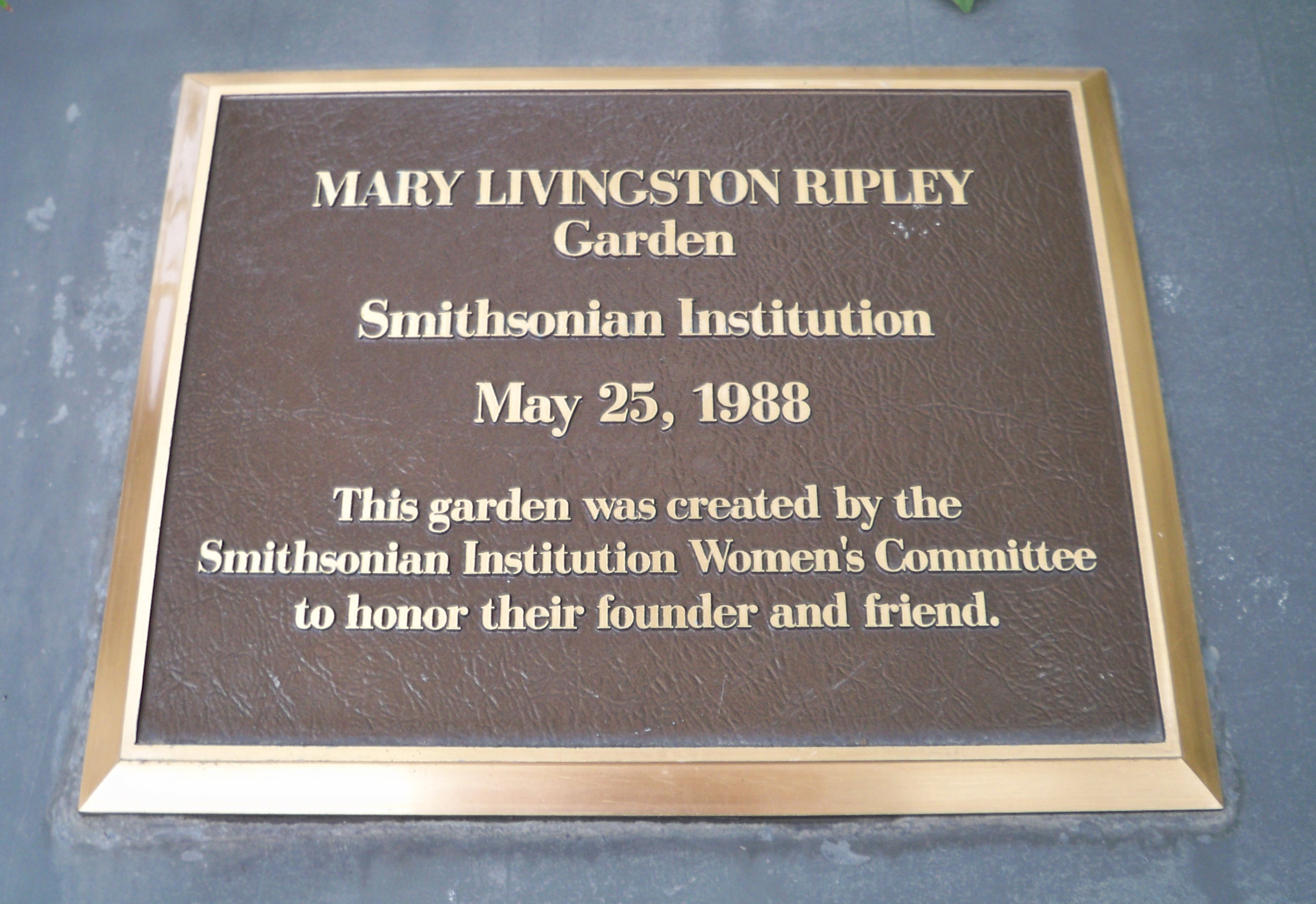
Gedenkplaat in de tuin die genoemd is naar het echtpaar Ripley-Livingston

Ripley had het plan voor het schrijven van een uitgebreide gids over de vogels van Zuid-Azië, maar kon door ziekte geen actieve rol meer spelen in dit project. Als eerbetoon werd dit werk The Ripley Guide genoemd.
Er is een gebouw van de Smithsonian Institution naar hem genoemd en in 1988 werd een tuin naar hem en zijn vrouw genoemd,
de Mary Livingston Ripley Garden.

### Publicaties (selectie)
- The Land and Wildlife of Tropical Asia (1964; Serie: LIFE Nature Library)
- Rails of the World: A Monograph of the Family Rallidae (1977)
- Birds of Bhutan, met Salim Ali en Biswamoy Biswas
- Handbook of the Birds of India and Pakistan, met Salim Ali (10 volumes)

- Bibliothèque nationale de France: cb12361700c (data)
- CiNii: DA00813100
- Gemeinsame Normdatei: 1051408830
- International Standard Name Identifier: 0000 0001 1447 7326
- Library of Congress Control Number: n50045154
- National Archives and Records Administration: 10580340
- Bibliotheek van het Japanse parlement: 00454277
- Nationale Bibliotheek van Tsjechië: mzk2006353835
- Nationale Bibliotheek van Israël: 987007281921705171
- Nederlandse Thesaurus van Auteursnamen: 071137394
- LIBRIS: 319681
- SNAC: w6r78hqq
- Système universitaire de documentation: 068641990
- Union List of Artist Names: 500266073
- Virtual International Authority File: 72638164
- WorldCat: E39PBJdWJkF97DkcwbRjBGGbVC